# Grand Prix-wegrace van Tsjecho-Slowakije 1971
De Grand Prix-wegrace van Tsjecho-Slowakije 1971 was de zevende race van het wereldkampioenschap wegrace-seizoen 1971. De race werd verreden op 18 juli 1971 op de Masaryk-Ring nabij Brno

## 350 cc
In de 350cc-race reed Giacomo Agostini in de nattigheid op kop, toen hij uitviel door een defecte ontsteking. Daardoor kon Jarno Saarinen de race winnen. Paul Smart en Bohumil Staša (CZ 350 cc V4) vochten om de tweede plaats, maar Smart viel terug. Theo Bult verklaarde na de race dat hij vanwege de regen en de gladheid "maar wat getoerd" had, maar hij werd desondanks derde. Theo Bult stond nu tweede in de strijd om de wereldtitel.

### Uitslag 350 cc
| Pos | Coureur             | Merk      | Tijd         | Punten |
| --- | ------------------- | --------- | ------------ | ------ |
| 1   | Jarno Saarinen      | Yamaha    | 1: 11' 13" 4 | 15     |
| 2   | Bohumil Staša       | ČZ        | +33" 1       | 12     |
| 3   | Theo Bult           | Yamsel    | +3' 28"      | 10     |
| 4   | Bo Granath          | Yamaha    | +3' 46" 1    | 8      |
| 5   | János Reisz         | Aermacchi |              | 6      |
| 6   | Arpád Juhos         | Aermacchi | +3' 59" 9    | 5      |
| 7   | Adolf Ohligschläger | Yamaha    |              | 4      |
| 8   | Rudolf Duba         | ČZ        |              | 3      |
| 9   | Jirí Král           | ČZ        |              | 2      |
| 10  | Charlie Dobson      | Seeley    |              | 1      |
| DNF | Giacomo Agostini    | MV Agusta | ontsteking   |        |
| DNF | Paul Smart          | Yamaha    |              |        |

## 250 cc
Tijdens de training voor de Grand Prix van Tsjecho-Slowakije brak Phil Read een schouderblad en een sleutelbeen, waardoor werd gedacht dat hij de wereldtitel wel kon vergeten. De 250cc-race werd echter een Hongaarse aangelegenheid: János Drapál won en László Szabó werd tweede. Op de derde plaats eindigde Jarno Saarinen. De eerste zes finishers reden op Yamaha's.

### Uitslag 250 cc
| Pos | Coureur             | Merk     | Tijd      | Punten |
| --- | ------------------- | -------- | --------- | ------ |
| 1   | János Drapál        | Yamaha   | 57' 43" 5 | 15     |
| 2   | László Szabó        | Yamaha   | +39" 7    | 12     |
| 3   | Jarno Saarinen      | Yamaha   | +2' 01" 7 | 10     |
| 4   | Chas Mortimer       | Yamaha   | +3' 22" 6 | 8      |
| 5   | Bo Granath          | Yamaha   | +3' 55" 5 | 6      |
| 6   | Heinz Schmied       | Yamaha   | +4' 00" 5 | 5      |
| 7   | Adolf Ohligschläger | Yamaha   |           | 4      |
| 8   | Karl Auer           | Yamaha   |           | 3      |
| 9   | Dave Simmonds       | Kawasaki |           | 2      |
| 10  | František Srna      | Jawa     |           | 1      |
| DNS | Phil Read           | Yamaha   | blessure  |        |

## 125 cc
Na zijn overwinning in de natte 50cc-race werd Barry Sheene derde in de 125cc-race in Tsjecho-Slowakije, achter winnaar Ángel Nieto en Börje Jansson.

### Uitslag 125 cc
| Pos | Coureur            | Merk     | Tijd      | Punten |
| --- | ------------------ | -------- | --------- | ------ |
| 1   | Ángel Nieto        | Derbi    | 54' 00" 6 | 15     |
| 2   | Börje Jansson      | Maico    | +0" 5     | 12     |
| 3   | Barry Sheene       | Suzuki   | +1' 50" 7 | 10     |
| 4   | Dave Simmonds      | Kawasaki | +2' 15" 3 | 8      |
| 5   | Jürgen Lenk        | MZ       |           | 6      |
| 6   | Hartmut Bischoff   | MZ       |           | 5      |
| 7   | Chas Mortimer      | Yamaha   |           | 4      |
| 8   | Ryszard Mankiewicz | MZ       |           | 3      |
| 9   | Aramis Brito       | MZ       |           | 2      |
| 10  | Lasse Johansson    | Maico    |           | 1      |

## 50 cc
Ook tijdens de 50cc-race was het nat en het asfalt was bijzonder glad. Barry Sheene had een Van Veen-Kreidler gekregen om Jan de Vries te ondersteunen, maar na de eerste ronde waren de meeste favorieten al nergens meer te zien. Aalt Toersen was gestopt met een onwillige motor en de Vries, Jos Schurgers en Ángel Nieto hadden natte ontstekingen. Sheene reed op kop gevolgd door Herman Meijer, die nota bene slecht gestart was omdat hij door een beenblessure zijn Jamathi nauwelijks kon aanduwen. De Vries wist met zijn Kreidler na een pitstop toch nog een ronde te rijden en stopte voor de eindstreep in de hoop op een puntje door nadat de leider gefinisht was zijn machine over de streep te duwen. Jammer voor hem was dat precies tien rijders de race uitreden, en de elfde plaats met slechts twee van de zes ronden gereden leverden hem niets op. Sheene won de race, Meijer werd tweede en de Oostenrijker Hans Kroismayr (Kreidler) werd derde.

### Uitslag 50 cc
| Pos | Coureur            | Merk              | Tijd       | Punten     |
| --- | ------------------ | ----------------- | ---------- | ---------- |
| 1   | Barry Sheene       | Van Veen-Kreidler | 46' 25" 4  | 15         |
| 2   | Herman Meijer      | Jamathi           | +2' 53" 2  | 12         |
| 3   | Hans Kroismayr     | Kreidler          | +3' 15" 3  | 10         |
| 4   | Luigi Rinaudo      | Tomos             |            | 8          |
| 5   | Zbyněk Havrda      | Ahra              |            | 6          |
| 6   | Michal Sobán       | Kreidler          |            | 5          |
| 7   | Bedřich Fendrich   | Tatran            |            | 4          |
| 8   | Ryszard Mankiewicz | Kreidler          |            | 3          |
| 9   | Hans-Jürgen Hummel | Kreidler          |            | 2          |
| 10  | Albert Bertholet   | Kreidler          |            | 1          |
| 11  | Jan de Vries       | Van Veen-Kreidler | 4 ronden   |            |
| DNF | Aalt Toersen       | Jamathi           | ontsteking | ontsteking |
| DNF | Jos Schurgers      | Van Veen-Kreidler | ontsteking | ontsteking |
| DNF | Ángel Nieto        | Derbi             | ontsteking | ontsteking |

## Zijspanklasse
Tijdens de trainingen in Tsjecho-Slowakije raakten Georg Auerbacher en Hermann Hahn geblesseerd. De race werd gewonnen door Siegfried Schauzu/Wolfgang Kalauch, met een kleine voorsprong op Horst Owesle die dit keer werd bijgestaan door John Blanchard. Heinz Luthringshauser, voor de tweede keer met Armgard "Aga" Neumann in het zijspan, werd derde.

### Uitslag zijspanklasse
| Pos | Coureur               | Bakkenist        | Merk      | Tijd        | Punten      |
| --- | --------------------- | ---------------- | --------- | ----------- | ----------- |
| 1   | Siegfried Schauzu     | Wolfgang Kalauch | BMW       | 51' 26" 9   | 15          |
| 2   | Horst Owesle          | John Blanchard   | Münch-URS | +2" 2       | 12          |
| 3   | Heinz Luthringshauser | Armgard Neumann  | BMW       | +1' 02" 8   | 10          |
| 4   | Jean-Claude Castella  | Albert Castella  | BMW       |             | 8           |
| 5   | Arsenius Butscher     | Josef Huber      | BMW       |             | 6           |
| 6   | Hermann Binding       | Helmut Fleck     | BMW       |             | 5           |
| 7   | Michel Pourcelet      | Claude Domin     | BMW       |             | 4           |
| 8   | Wolfgang Klenk        | Roland Veil      | BMW       |             | 3           |
| 9   | Gustav Pape           | Franz Kallenberg | BMW       |             | 2           |
| 10  | Siegfried Maier       | Harald Mathews   | BMW       |             | 1           |
| DNS | Georg Auerbacher      | Hermann Hahn     | BMW       | geblesseerd | geblesseerd |

1928 · 1929 · 1950 · 1951 · 1952 · 1954 · 1955 · 1956 · 1957 · 1958 · 1959 · 1960 · 1961 · 1962 · 1963 · 1964 · 1965 · 1966 · 1967 · 1968 · 1969 · 1970 · 1971 · 1972 · 1973 · 1974 · 1975 · 1976 · 1977 · 1978 · 1979 · 1980 · 1981 · 1982 · 1983 · 1984 · 1985 · 1986 · 1987 · 1988 · 1989 · 1990 · 1991